# Diego Centurión
Diego Omar López Centurión (Caaguazú, 5 de junho de 1982) é um futebolista paraguaio que joga como atacante no Sportivo Luqueño.